# 石田茉央
石田 茉央（いしだ まお、2002年9月21日 - ）は、日本の女子ラグビーユニオン選手。

## プロフィール
- ポジションはセンター(CTB)。
- 身長 160cm、体重 62kg
- 7人制女子日本代表に選ばれたことがある[1]。

## 略歴
2021年、石見智翠館高校卒業後、法政大学に入学。なお法政大学ラグビー部ではマネージャーをやりながら選手としてもプレーしている。
2024年、世界学生選手権の7人制ラグビー女子日本代表メンバーに選ばれた。